# Asura hemixantha
Asura hemixantha là một loài bướm đêm thuộc phân họ Arctiinae, họ Erebidae.